# Caribou (navire)
Pour les articles homonymes, voir Caribou (homonymie).
Le Caribou fait partie d’une petite série de navires de guerre construits au chantier naval royal à Québec. Le Caribou était un vaisseau de ligne, mis sur cale d’après des plans dressés par des ingénieurs-constructeurs à Rochefort. L'un d’eux, René-Nicolas Levasseur, fut envoyé à Québec en 1738 pour superviser les travaux et prendre en charge le chantier naval.

## La place duCariboudans la flotte de Louis XV
Ce petit vaisseau de ligne était assez caractéristique des constructions navales françaises des années 1720 – 1730. Avec la longue période de paix qui s’était ouverte avec l’Angleterre en 1713 et le budget réduit qui lui fut alloué, le Ministère de la Marine fut contraint de faire des choix. Les grands vaisseaux à trois ponts de plus de 80 canons furent presque abandonnés au profit de deux ponts plus faiblement artillés. 
C’est ainsi que furent lancés jusqu’à la guerre de Succession d’Autriche un peu plus d’une douzaine de bâtiments de 44 à 56-58 canons. Certains tenaient plus de la grosse frégate que du vaisseau de guerre. Ils étaient plutôt réservés aux missions outre-mer. Parmi-eux se trouvait le Caribou, qui avait aussi pour particularité d’avoir été construit au Canada, sans doute sur les berges de la rivière Saint-Charles, qui traverse la ville de Québec.
Depuis 1738, à la demande des autorités locales, le Ministère de la Marine avait cherché à développer les lancements militaires au Canada, pensant tirer profit des énormes forêts de la région. Mais les bois canadiens, de par leur taille, convenaient plutôt à la construction de petites unités et ils séchaient mal à cause du climat, ce qui limitait fortement la durée de vie des navires. Peu de bâtiments de guerre furent donc construits à Québec, malgré les efforts de René-Nicolas Levasseur. Comme la plupart des vaisseaux construits au Canada, son nom était en rapport avec le peuplement du pays ou sa faune. Le caribou était le nom que l’on donnait au renne en Amérique du Nord. 
Le Caribou était un vaisseau de ligne à deux ponts. Il était moins puissant que les vaisseaux de 64 canons mis au point à peu près à la même époque car outre qu'il emportait moins d'artillerie, celle-ci était aussi pour partie de plus faible calibre, soit : 
- vingt-deux canons de 18 livres sur sa première batterie percée à onze sabords[1],
- vingt-quatre canons de 8 sur sa deuxième batterie percée à douze[1],
- six canons de 4 sur ses gaillards[1].

Nombre de cette série de petits navires étaient trapus et médiocres marcheurs. Cependant, la vitesse et la tenue à la mer du Caribou ne sont pas connues avec précision. Les sources nous donnent un équipage pouvant aller de 300 à 500 hommes, avec 5 officiers en plus.

## La carrière duCaribou

### Les missions aux Antilles et à l’île Royale (1744 - 1746)
Le Caribou entra en service au moment où reprenait la guerre entre la France et l’Angleterre. Il quitta Québec pour exécuter sa première mission à Louisbourg. Avec l’Ardent de 64 canons, il devait protéger le commerce colonial en patrouillant au large de l’île Royale sur la route des marchands arrivant ou partant du Canada. À une date inconnue (fin 1744 ou début 1745), les deux vaisseaux regagnèrent la France, le Caribou passant alors sous le commandement du comte Dubois de La Motte Il était intégré à la petite division du marquis de L’Estenduère chargée de protéger le commerce aux Antilles. C'est ainsi que le Caribou escorta au printemps un gros convoi entre la France et Saint-Domingue puis en ramena un autre en novembre.  
Pendant l’été 1745, la forteresse de Louisbourg, qui protégeait l’accès au Canada avait capitulé. Cette défaite provoqua une vive réaction militaire de Versailles qui décida de reconquérir la place en lançant une puissante expédition. Dix vaisseaux de ligne, trois frégates, trois bombardes, plus de soixante navires de transport, un corps d’attaque de 3 500 soldats furent rassemblés à l’île d’Aix. Parmi les escorteurs se trouvait le Caribou, confié à Monsieur de Noailles. L’escadre, commandée par le duc d’Anville appareilla le 22 juin 1746, mais à partir des Açores elle rencontra des vents contraires qui ralentirent considérablement la traversée. 
L’attente ayant déjà été fort longue à l’île d’Aix, une partie des vivres s’était détérioré et beaucoup d’hommes étaient déjà malades avant le départ. Au fil du voyage, les équipages furent progressivement dévorés par le typhus et le scorbut. Le Caribou en souffrit considérablement : sur les 300 hommes à bord, on n’en compta bientôt plus qu’une quarantaine aptes aux manœuvres. Lorsqu'enfin l’expédition arriva devant l’île Royale vers le 15 septembre, un terrible ouragan dispersa escorteurs et transporteurs. Après quatre jours d’errance, tentant sans succès de rejoindre son chef, le commandant de Noailles décida de rentrer. Rejoint en cours de route par la frégate l’Argonaute, le Caribou mouilla à Brest le 10 octobre, après avoir tenu la mer plus de 100 jours. Il avait aussi réussi à tromper le blocus anglais, ce qui ne fut pas le cas de tous les autres navires, après le constat de l’échec complet de l’expédition.

### La relégation du vaisseau et sa fin (1747 - 1761)
En 1747, après seulement deux ans de service, le Caribou disparait des opérations militaires. Le vaisseau, qui se dégradait rapidement à cause de la mauvaise qualité de son bois de construction fut désarmé. En 1748 il fut remisé comme ponton à Brest. Certaines sources le déclarent utilisé comme flûte, c’est-à-dire comme transporteur, mais on ne trouve pas trace de lui dans les opérations de ravitaillement outre-mer (notamment au Canada). En 1757, le Caribou fut condamné puis mis à la casse en 1760 ou 1761.

### Sources et bibliographie
- Martine Acerra et André Zysberg, L'essor des marines de guerre européennes : vers 1680-1790, Paris, SEDES, coll. « Regards sur l'histoire » (no 119), 1997, 298 p. [détail de l’édition] (ISBN 2-7181-9515-0, BNF 36697883)
- Olivier Chaline, La mer et la France : Quand les Bourbons voulaient dominer les océans, Paris, Flammarion, coll. « Au fil de l’histoire », 2016, 560 p. (ISBN 978-2-08-133327-7).
- Alain Demerliac, La Marine de Louis XV : Nomenclature des navires Français de 1715 à 1774, Nice, Oméga, 1995
- Guy Frégault, L’expédition du duc d’Anville : Revue d’histoire de l’Amérique française, vol. 2, Montréal, 1948 (lire en ligne).
- Georges Lacour-Gayet, La Marine militaire de la France sous le règne de Louis XV, Honoré Champion éditeur, 1910 (1re éd. 1902) (lire en ligne).
- Jacques Mathieu, Levasseur René-Nicolas, Dictionnaire biographique du Canada, vol. IV (1771-1800), Université Laval, 1980 (lire en ligne).
- Jean Meyer et Martine Acerra, Histoire de la marine française : des origines à nos jours, Rennes, Ouest-France, 1994, 427 p. [détail de l’édition] (ISBN 2-7373-1129-2, BNF 35734655)
- Rémi Monaque, Une histoire de la marine de guerre française, Paris, éditions Perrin, 2016, 526 p. (ISBN 978-2-262-03715-4).
- Jean-Michel Roche (dir.), Dictionnaire des bâtiments de la flotte de guerre française de Colbert à nos jours, t. 1, de 1671 à 1870, éditions LTP, 2005, 530 p. (lire en ligne)
- Étienne Taillemite, Dictionnaire des marins français, Paris, Tallandier, coll. « Dictionnaires », octobre 2002, 537 p. [détail de l’édition] (ISBN 978-2847340082)
- Onésime Troude, Batailles navales de la France, t. 1, Paris, Challamel aîné, 1867-1868, 453 p. (lire en ligne).
- Michel Vergé-Franceschi (dir.), Dictionnaire d'histoire maritime, Paris, éditions Robert Laffont, coll. « Bouquins », 2002, 1508 p. (ISBN 2-221-08751-8 et 2-221-09744-0, BNF 38825325).
- Patrick Villiers, La France sur mer : De Louis XIII à Napoléon Ier, Paris, Fayard, coll. « Pluriel », 2015, 286 p. (ISBN 978-2-8185-0437-6).